# Lijst van rivieren in South Carolina
Dit is een onvolledige lijst van rivieren in South Carolina.
- Ashepoo River
- Ashley River
- Big Black Creek
- Black River
- Black Mingo Creek
- Broad River (noord)
- Broad River (zuid)
- Bush River
- Catawba River
- Chatooga River
- Chauga River
- Combahee River
- Congaree River
- Cooper River (incl. oost en west vertakking, and Back River)
- Coosaw River
- Coosawhatchie River (incl. Tulfinny River)
- East Fork Chatooga River
- Edisto River (incl. noord en zuid vertakking)
- Enoree River
- Flat Shoal River
- Great Pee Dee River
- Horsepasture River
- Keowee River
- Little (verschillende counties)
- Little Lynches River
- Little Pee Dee River
- Little Salkehatchie River

- Little Saluda River
- Little Sandy River
- Lumber River
- Lynches River
- New River
- Oolenoy River
- Pacolet River (incl. noord, zuid, en Lawson's Fork Creek)
- Pocotaligo River (Sumter en Beaufort Counties)
- Reedy River
- Rocky River
- Salkehatchie River
- Saluda River (incl. noord, midden en zuid vertakking)
- Sampit River
- Sandy River
- Santee River (incl. noord en zuid)
- Savannah River
- Seneca River
- Stevens Creek
- Stono River
- Thompson River
- Toxaway River
- Tugaloo River
- Tyger River (incl. noord, midden en zuid)
- Waccamaw River
- Wando River
- Wateree River
- Whitewater River

Alabama · Alaska · Arizona · Arkansas ·  Californië · Colorado · Connecticut · Delaware · Florida · Georgia · Hawaï · Idaho ·  Illinois · Indiana · Iowa · Kansas · Kentucky · Louisiana · Maine · Maryland · Massachusetts · Michigan · Minnesota · Mississippi · Missouri · Montana · Nebraska · Nevada · New Hampshire · New Jersey · New Mexico · New York ·  North Carolina · North Dakota · Ohio · Oklahoma · Oregon · Pennsylvania · Rhode Island · South Carolina · South Dakota · Tennessee · Texas · Utah · Vermont · Virginia · Washington (staat) · Washington D.C. · West Virginia · Wisconsin · Wyoming